# Mad Matic
Mad Matic est un manga d'Akira Toriyama sorti en février 1982, publié au Japon dans le numéro 12 de "Weekly Shonen Jump" et en français en 1998 par Glénat dans Akira Toriyama Histoires Courtes volume 1.

## Histoire
Un jeune garçon et son chien volant, Pégasus, errent dans le désert à la recherche de bière (même de l'eau, s'il faut). Ils rencontrent deux sœurs, Nivea (comme la crème) et Muhi (nommée d'après le nom d'un anti-inflammatoire populaire au Japon), qui montent la garde devant un frigo gigantesque où un dragon est enfermé. C'est leur peuple, primitif mais néanmoins évolué, qui enfermèrent ce monstre pour éviter qu'il ne détruise leur village. Pourtant, Pégasus débranche par inadvertance la prise du réfrigérateur. Heureusement, le jeune garçon amateur de bière sympathise avec le dragon qui finit même par aider la petite équipe à éliminer les Gun-Gun, une bande de bandits armés jusqu'au dents.

## Analyse
En février 1982, Toriyama publie "Mad Matic". Cette histoire a été réalisée à la hâte à l'occasion de la deuxième élection par les lecteurs d'Akira Toriyama pour le numéro d'histoire spéciale de l'année. Il se fera aider par deux de ses assistants : Hishuwashi et Tanigami. La première version fut refusée. Ce récit est agrémenté, lui aussi, d'un découpage audacieux, prônant l'action et le mouvement. On y découvre des prises de vue inhabituelles et une accélération de la lecture dans certaines séquences. Toriyama tend à développer de plus en plus ces techniques de mouvement, d'action et de rapidité de lecture. Les mecha et vaisseaux sont très réalistes tandis que les personnages eux restent toujours dans un registre humoristique.